# بارکلی (نوادا)
بارکلی (به انگلیسی: Barclay) یک منطقهٔ مسکونی در ایالات متحده آمریکا است که در شهرستان لینکلن، نوادا واقع شده‌است. بارکلی ۱٬۶۳۱٫۹۲ متر بالاتر از سطح دریا واقع شده‌است.